# Васильковая улица (Санкт-Петербург)
Василько́вая улица — улица в Приморском районе города Санкт-Петербурга. Расположена в историческом  районе Коломяги. Проходит от Репищевой до Новосельковской улицы.

## История наименования
Улица возникла в начале XX века (обычно датируют 1905 годом) и называлась Полевой дорогой, поскольку проходила по северному краю Коломяжского поля. В 1939 году в Коломягах насчитывалось восемь Полевых улиц и дорог. Такие наименования обычно давались окраинным улицам, выходившим в поле. 16 января 1964 года улица была названа Васильковой.

## Пересечения
- Репищева улица
- Новосельковская улица

## Транспорт
Ближайшая к Васильковой улице станция метро — «Озерки» 2-й (Московско-Петроградской) линии.